# Bayasanghori Shâhnâmeh
El Bayasanghori Shâhnâmeh, o Libro de los reyes de Bayasanghor, es un antiguo manuscrito ilustrado que contiene el texto del Shahnâmeh, epopeya nacional de la Gran Irán. El trabajo en este manuscrito se inició en 1426 por orden de Baysonghor Mirza, nieto de Tamerlán, y completado en 1430, cuatro años más tarde. El manuscrito, decorado con 21 miniaturas, se conserva en el museo del Palacio de Golestán en Teherán, considerado como una obra maestra de la miniatura persa.

## Historia del manuscrito
El colofón indica que el trabajo, encargado en 1426, se completó el 30 de enero de 1430. El mismo había sido ordenado por Baysunghur l, príncipe timur, hijo de Shahrokh, hijo de Tamerlán, conocido por su gusto por las artes. Está escrito por el calígrafo Maulana Ya'far Baysunghuri y una nota indica el nombre de dos pintores: Mulla ʿAlī y Amīr Ḵalīl. La unión fue realizada por Mawlānā Qīām-al-Dīn. Es uno de los manuscritos ilustrados más antiguos y más completos del Shah Nâmeh.
Se conserva hoy en el museo del Palacio de Golestán en Teherán.
Se incluyó en el Programa Memoria del Mundo de herencia cultural de la UNESCO.

## Descripción
El manuscrito se compone de más de 700 páginas, que representan entre 58000 y 60000 estrofas escritas en Nastaliq. Están escritas en 6 columnas y 31 filas. El texto no ha sido copiado de un solo manuscrito, sino que está formado a partir de un número de fuentes. El idioma ha sido modernizado y los versos se han añadido en comparación con versiones anteriores. La introducción, que presenta el poema y su autor, contiene errores sobre las figuras históricas.

El gran interés del manuscrito se encuentra en su decoración. El mismo está escrito varias veces en tinta de oro. Las primeras páginas de la introducción, así como la primera y última página del texto en sí está rodeada por márgenes de decorado. El título del libro y el nombre de su propietario, están inscritos en un gran medallón de caligrafía colocado al principio del volumen. Está decorado con 21 miniaturas que ilustran el texto, realizadas por pintores de la escuela de Herat, en una página completa o la mitad de una página, y una página doble completa en la introducción. Contiene representaciones realistas de los palacios, ricamente decorados, rodeados de maravillosos paisajes. Muchos animales están representados, usando colores como el rojo, verde, marrón, negro y blanco, así como el oro.

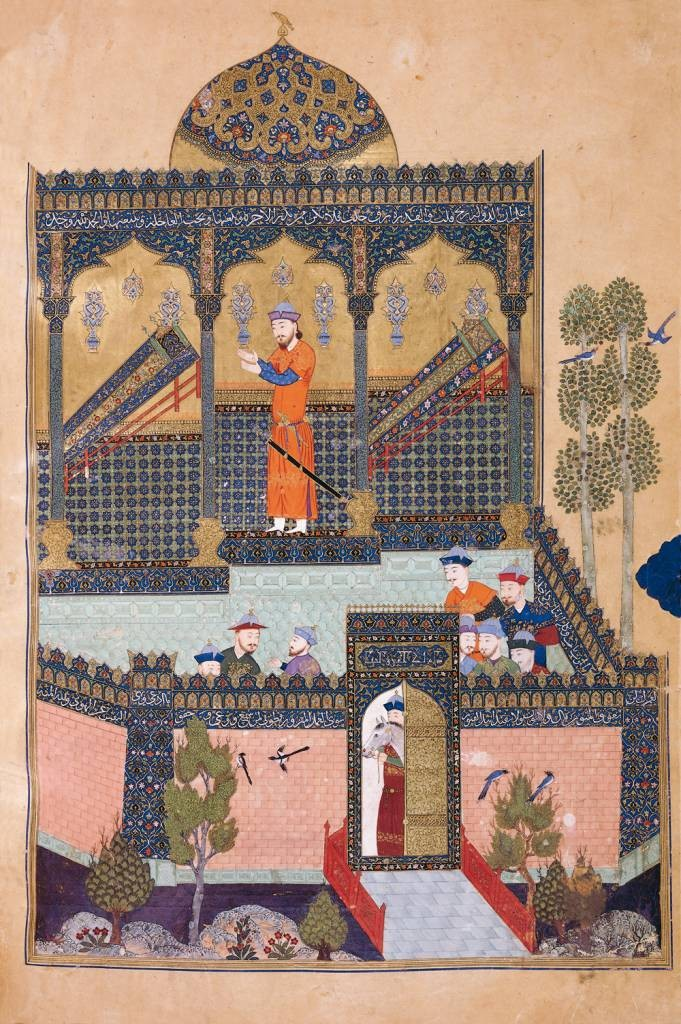
Faramarz lleva el cuerpo de Rustam y Zavara en el Zaboulistant, p. 429
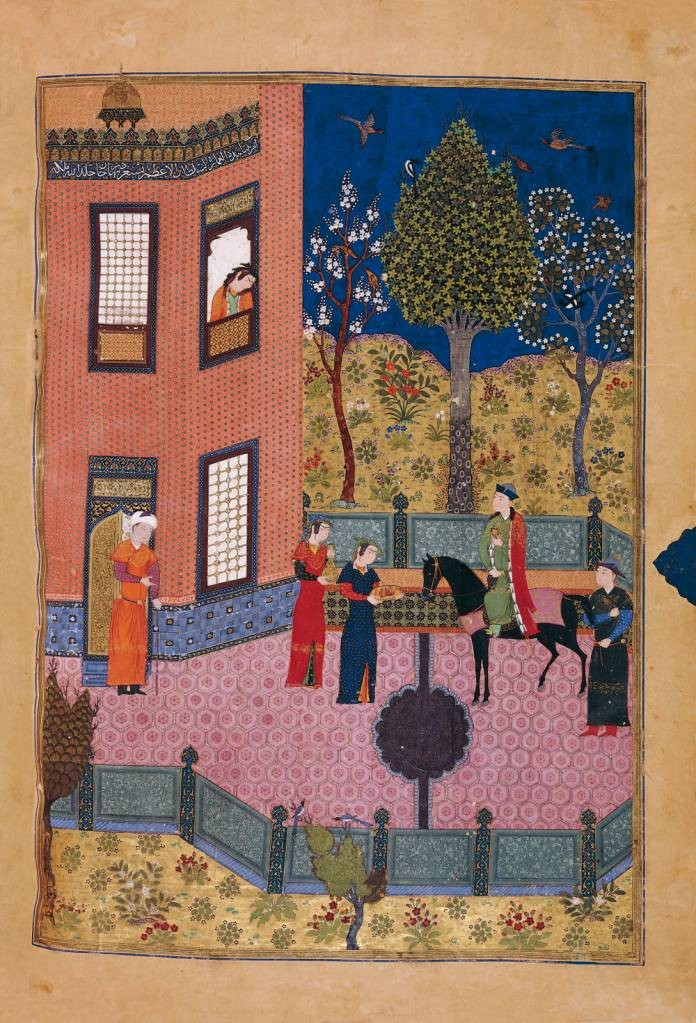
Gulnar ve a Ardash y se enamora de él, pág. 469
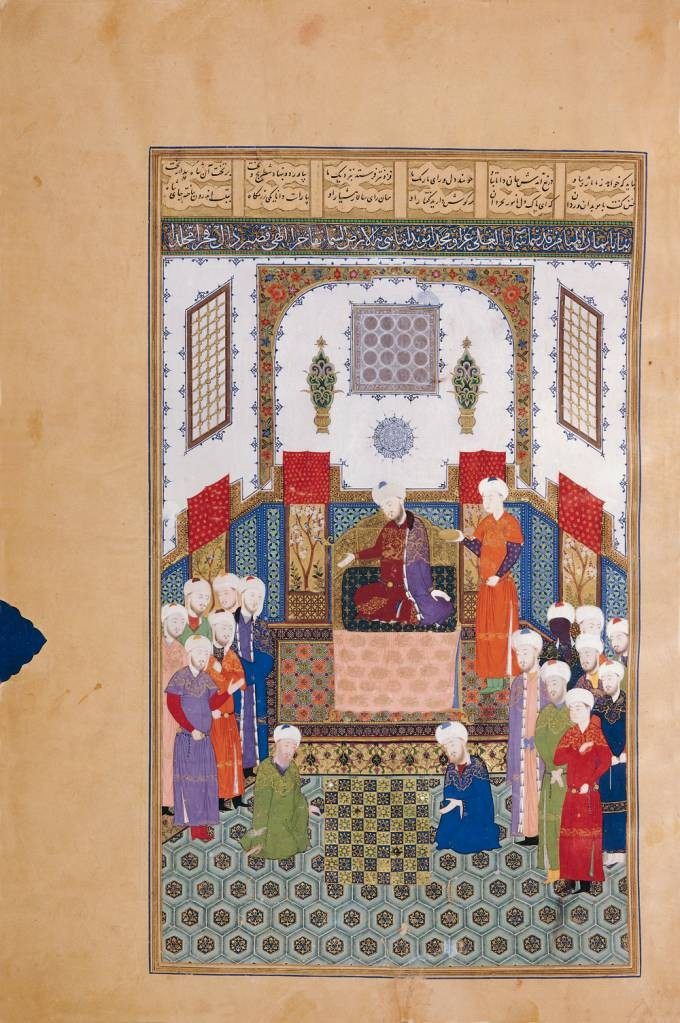
Buzurjmihr muestra cómo se juega al ajedrez, p. 572

La miniatura de la portada, situada en una doble página, que representa una escena de caza real, con una composición muy organizada de los animales, cortesanos, seguidores y músicos. El príncipe es representado bajo una sombrilla en la parte superior derecha de la escena, y puede ser un retrato de Bayasanghor. El número de miniaturas en el manuscrito no es muy importante, en comparación con otros grandes manuscritos imperiales, como el Shah Nâmeh Demotte (180 miniaturas) o el Gran Shah Nameh de Shah Tajmasib (258). A la par de la Demotte Sánameel y la Sánameel de Shah Tahmasp, el Baysonghor Sánameel es uno de los más importantes y famosos manuscritos de la Sánameel. Estos incorporan muchos de los patrones que ya están presentes en otros manuscritos pintados en el período de timurid.